# Erich Wolf (Offizier)
Erich Wolf (* 22. August 1949 in Wien) ist ein ehemaliger Offizier des österreichischen Bundesheeres.

## Leben
Wolf wurde, nachdem er die Berufsoffiziersausbildung an der Theresianischen Militärakademie absolviert hatte, zum Einsatzpiloten ausgebildet. 1979 wurde Wolf auf einer Saab 105 OE Weltmeister im militärischen Kunstflug. Nach erfolgreicher Beendigung eines Generalstabskurses an der Landesverteidigungsakademie wurde er 1983 Kommandant des Jagdbombergeschwaders am Fliegerhorst Vogler in Hörsching. 1992 wechselte Brigadier Wolf in die Luftabteilung des Bundesministeriums  für Landesverteidigung und Sport (BMLV). Nach dem Ausscheiden von Brigadier Josef Bernecker übernahm Wolf interimsmäßig die Leitung der Luftabteilung. Am 6. Dezember 2002 übernahm Generalmajor Erich Wolf am Fliegerhorst Brumowski in Langenlebarn/NÖ das Kommando über das neu gebildete Kommando Luftstreitkräfte. 2006 wurde das Kommando Luftstreitkräfte zugunsten des neu geschaffenen Streitkräftekommando aufgelöst und Erich Wolf wechselte als „Air Chief“ in den Generalstab des BMLV. Er war laut eigener Beschreibung als Experte für die Militärluftfahrt und für internationale Beziehungen zuständig. Seine 2006 erfolgte Bewerbung als Vorstandsvorsitzender der österreichischen Fluggesellschaft Austrian Airlines blieb erfolglos. Am 6. April 2007 wurde er wegen seiner möglichen Verwicklung in die Bestechungsaffäre des Eurofighterkaufs vorläufig vom Dienst suspendiert. Wolf nutzte per 1. Dezember die sogenannte Hacklerregelung und ist somit im Ruhestand. Im Februar 2021 wurde Wolf von Dietrich Mateschitz als neuer Geschäftsführer für den „Red-Bull-Ring“ in Spielberg eingestellt.

## Eurofighter-Beschaffung
Im Zuge der Beschaffung des Eurofighters für das österreichische Bundesheer war Erich Wolf als Leiter der Unterkommission „Operation“ stimmberechtigtes Mitglied der aus 33 Mitgliedern in fünf Unterkommissionen geteilten Bewertungskommission.
Im Zuge der Eurofighter-Untersuchung wird vermutet, dass die Firma „Creativ Promotion Werbe- und Sportveranstaltungsgesellschaft“, in der er Kommanditist sowie Prokurist und seine Frau Geschäftsführerin ist, von EADS-Lobbyist Erhard Steininger im Jahr 2002 einen Geldbetrag in Höhe von 87.600 Euro erhalten hat. Erich Wolf selbst hatte vor dem Untersuchungsausschuss im Januar 2007 geschäftliche Beziehungen mit Steininger noch ausdrücklich ausgeschlossen. Verteidigungsminister Norbert Darabos erstattete am 6. April 2007 in dieser Sache bei der Staatsanwaltschaft Anzeige gegen Wolf wegen des Verdachts der falschen Zeugenaussage vor dem Untersuchungsausschuss sowie verbotener Geschenkannahme. Wolfs Ehefrau, Anna Maria Frühstück-Wolf, behauptet, dass das Darlehen vom EADS-Lobbyisten an ihre Firma rein gar nichts mit ihrem Ehemann und der Beschaffung des Eurofighter zu tun hat und auch nichts mit der Tatsache, dass der Lobbyist ihr Trauzeuge ist.
Steininger selbst sagte vor dem U-Ausschuss am 10. Mai 2007 aus, dass es sich bei dem Betrag um eine Anzahlung für ein Airshow-Konzept gehandelt habe, mit dem er sich im Ruhestand beschäftigen wollte. Dieses Projekt habe sich aber zerschlagen. Die Anzahlung habe er nie zurückgefordert; ein Geschenk sei es aber auch nicht gewesen, sondern unter dem Begriff „stranded costs“  zu subsumieren.
Anfang Juni 2007 wurde von der Staatsanwaltschaft Wien eine gerichtliche Voruntersuchung gegen Erich Wolf betreffend Verdacht auf verbotene Geschenkannahme und Amtsmissbrauch im Zuge des Eurofighter-Deals beantragt. Das Verfahren gegen Erich Wolf wurde von der Staatsanwaltschaft Wien Ende März 2011 eingestellt.